# HMS Plover (M26)
«Пловер» (M26) (англ. HMS Plover (M26) — військовий корабель, мінний загороджувач Королівського військово-морського флоту Великої Британії часів Другої світової війни.
«Пловер» був закладений 7 жовтня 1936 року на верфі компанії William Denny and Brothers у Дамбартоні. 8 червня 1937 року корабель він був спущений на воду, а 24 вересня 1937 року увійшов до складу Королівських ВМС Великої Британії.
Після введення до строю служив плавучою базою в Портсмуті для тренування у встановленні морських мін, а також у дослідницьких випробуваннях новітніх зразків мін. З початком Другої світової війни мінний загороджувач встановлював мінні поля поблизу берегової лінії Великої Британії та на загрозливих напрямках у морі.
Загалом за час війни корабель встановив 15 237 мін, на яких підірвалося два німецькі кораблі: ескадрений міноносець Z-8 Bruno Heinemann у січні 1942 року та підводний човен U-325 в останні дні війни.
У післявоєнний час продовжував службу. 1969 році проданий на брухт, у квітні того року розібраний на метал у Інверкітінгі.